# Cantone di Saint-Pierre-de-Chignac
Il Cantone di Saint-Pierre-de-Chignac era una divisione amministrativa dell'arrondissement di Périgueux.
A seguito della riforma approvata con decreto del 21 febbraio 2014, che ha avuto attuazione dopo le elezioni dipartimentali del 2015, è stato soppresso.

## Composizione
Comprendeva i comuni di:
- Atur
- Bassillac
- Blis-et-Born
- Boulazac
- La Douze
- Eyliac
- Marsaneix
- Milhac-d'Auberoche
- Notre-Dame-de-Sanilhac
- Saint-Antoine-d'Auberoche
- Saint-Crépin-d'Auberoche
- Sainte-Marie-de-Chignac
- Saint-Geyrac
- Saint-Laurent-sur-Manoire
- Saint-Pierre-de-Chignac